# Enrique Sánchez Martínez
Enrique Sánchez Martínez (* 2. Dezember 1960 in Cuencamé, Bundesstaat Durango) ist ein mexikanischer Geistlicher und römisch-katholischer Bischof von Mexicali.

## Leben
Enrique Sánchez Martínez besuchte die Grundschule und die weiterführende Schule in Cuencamé. Von 1975 bis 1985 studierte er Philosophie und Katholische Theologie am Priesterseminar in Durango. Am 29. Juni 1986 empfing Sánchez Martínez in der Kathedrale von Durango durch den Erzbischof von Durango, Antonio López Aviña, das Sakrament der Priesterweihe für das Erzbistum Durango. Anschließend setzte er seine Studien in Rom fort, wo er 1989 an der Päpstlichen Universität Gregoriana ein Baccalaureato im Fach Sozialwissenschaften und ein Lizenziat im Fach Soziologie erwarb.
Nach der Rückkehr in seine Heimat lehrte Sánchez Martínez von 1990 bis 2003 am Priesterseminar in Durango und fungierte von 1990 bis 1992 auch als dessen Ökonom. Daneben war er von 1990 bis 1994 für die Sozialpastoral im Erzbistum Durango zuständig. Zudem war Sánchez Martínez Sekretär des Priesterrats (1990–1993) und Diözesanökonom (1992–2005) sowie Diözesanassessor der Bewegungen Encuentro Matrimonial (1994–2005) und Encuentros de Novios (1998–2005). Darüber hinaus wirkte er von 1990 bis 1994 und von 1997 bis 2005 als Kaplan der Hijas del Corazón de María und von 1997 bis 2005 der Misioneras Hijas de la Purísima Virgen María sowie von 1994 bis 1997 als Pfarrvikar der Pfarrei San Pedro y San Pablo in Durango. Ab 2004 war Sánchez Martínez Regionalvikar für die Pastoral und ab 2005 zusätzlich Pfarrer der Pfarrei Santa Elena in Río Grande, Zacatecas.
Papst Benedikt XVI. ernannte ihn am 21. Juli 2008 zum Titularbischof von Thamugadi und zum Weihbischof in Durango. Der Apostolische Nuntius in Mexiko, Erzbischof Christophe Pierre, spendete ihm am 10. Oktober desselben Jahres im Centro de Convenciones y Ferias in Durango die Bischofsweihe; Mitkonsekratoren waren José Trinidad Medel Pérez, emeritierter Erzbischof von Durango, und Héctor González Martínez, Erzbischof von Durango. Sein Wahlspruch Videns eum misericordia motus est („Als er ihn sah, hatte er Mitleid“) stammt aus Lk 10,33 . Als Weihbischof war Sánchez Martínez zudem Generalvikar des Erzbistums Durango und er koordinierte die Arbeit der Diözesankommission für den Klerus. Überdies leitete er in der Kirchenprovinz Durango die Kommission für die Familie, das Leben, die Jugend, und die Laien.
Papst Franziskus bestellte ihn am 16. November 2015 zum Bischof von Nuevo Laredo. Die Amtseinführung fand am 13. Januar des folgenden Jahres statt. Am 11. September 2023 ernannte ihn Papst Franziskus zum Bischof von Mexicali. Die Amtseinführung erfolgte am 9. November desselben Jahres.
In der Mexikanischen Bischofskonferenz war Sánchez Martínez zudem von 2009 bis 2015 für die Gesundheitspastoral zuständig. Außerdem fungierte er von 2016 bis 2018 als stellvertretendes Mitglied und seit 2018 als Mitglied des ständigen Rates der Bischöfe der Region Monterrey. Darüber hinaus gehört Sánchez Martínez seit 2016 der Gruppe der Bischöfe der US-amerikanisch-mexikanischen Grenzregion an. Ferner leitet er seit 2021 in der Bischofskonferenz die Kommission für die Gefängnisseelsorge.